# Eriosema benguellense
Eriosema benguellense är en ärtväxtart som beskrevs av Rossberg. Eriosema benguellense ingår i släktet Eriosema och familjen ärtväxter. IUCN kategoriserar arten globalt som otillräckligt studerad. Inga underarter finns listade i Catalogue of Life.